# Tetrapsyllus amplus
Tetrapsyllus amplus är en loppart som först beskrevs av Jordan et Rothschild 1923.  Tetrapsyllus amplus ingår i släktet Tetrapsyllus och familjen Rhopalopsyllidae. Inga underarter finns listade i Catalogue of Life.